# Pendragon Verlag
Der Pendragon Verlag ist ein Bielefelder Verlag mit dem Schwerpunkt auf Kriminalliteratur.

## Geschichte
Der Verlag wurde 1981 von Günther Butkus gegründet. Seither sind mehr als 600 Titel im Pendragon Verlag erschienen. Der Name „Pendragon“ entstammt einer Artus-Sage und enthält die Wörter „Pen“ für Feder und „Dragon“ für Drache.
In den Anfangsjahren wurden im Pendragon Verlag vorwiegend Prosa und Lyrik verlegt. Werke von Günter Wallraff, Jean Cocteau und Friedrich Christian Delius gehörten dann zum Verlagsprogramm. Seit 2002 liegt der Schwerpunkt des Verlags auf amerikanischer und deutschsprachiger Kriminalliteratur.

## Verlagsprogramm
Der Pendragon Verlag veröffentlicht amerikanische Kriminalliteratur wie zum Beispiel die neu übersetzte Krimireihe Shaft von Ernest Tidyman und Krimis von Robert B. Parker oder James Lee Burke. Zu den deutschsprachigen bei Pendragon verlegten Autoren gehören u. a. Christian v. Ditfurth („Moskau-Spiel“), Jürgen Heimbach („Unter Trümmern“, „Alte Feinde“), Rainer Gross („Grafeneck“, „Kettenacker“) oder Mechtild Borrmann („Morgen ist der Tag nach gestern“, „Mitten in der Stadt“, „Wer das Schweigen bricht“) und Christoph Ernst („Dunkle Schatten“). Der Verlag veröffentlichte 2009 die Werkausgabe von Max von der Grün. Auch Bücher des Bielefelder Schriftsteller Hellmuth Opitz verlegt Pendragon.